# Isabelle Mansuy
Pour les articles homonymes, voir Mansuy.
Isabelle Mansuy, née le 5 décembre 1965 à Cornimont dans les Vosges, est professeure de neuroépigénétique à la faculté de médecine de l'Université de Zurich et dans le département des sciences et technologies de la santé de l'École polytechnique fédérale de Zurich (EPFZ).
Elle est connue pour ses travaux sur l'hérédité épigénétique en relation avec les traumatismes de l'enfance,.

## Éducation et carrière
Après un baccaIauréat technologique F7 obtenu au lycée Arthur-Varoquaux de Tomblaine, I. Mansuy a fait une classe préparatoire au lycée Jean-Rostand à Strasbourg. Elle a obtenu un diplôme d’ingénieur de l'École supérieure de biotechnologie de Strasbourg et une maîtrise en biologie moléculaire de l'Université Louis Pasteur de Strasbourg. Elle a ensuite effectué une thèse de doctorat en neurobiologie du développement à l'institut Friedrich Miescher à Bâle en Suisse puis un postdoctorat à l'Université Columbia à New York, USA où elle a acquis une expertise en neurobiologie moléculaire et dans la conception et l'utilisation de souris transgéniques. Elle a établi son laboratoire comme professeure assistante à l'EPFZ fin 1998 et a été nommée professeure associée en cognition moléculaire à l'Université de Zürich et à l’EPFZ en 2004 puis titularisée comme professeure en neuroépigénétique en 2013.

## Recherche
Au début de sa carrière, Mansuy a travaillé sur les mécanismes moléculaires de la mémoire. Son équipe a découvert des molécules dans le cerveau responsables de l'oubli. Ces molécules sont les protéines phosphatases PP1 et calcineurine qui empêchent la formation et le stockage des informations en mémoire. Le laboratoire a démontré qu’elles doivent être inhibées par un entraînement régulier pour réduire leur action inhibitrice sur l'activité neuronale. La PP1 et la calcineurine sont en excès dans le cerveau âgé et celui atteint de maladie neurodégénérative et sont une des causes de déficit de mémoire et du déclin cognitif. Son équipe a aussi démontré que la PP1 est un régulateur épigénétique dans les neurones qui modifie les protéines histones et l'activité du génome, un rôle inconnu auparavant. Ces travaux font partie de ceux qui ont fondé le nouveau domaine de la neuroépigénétique au milieu des années 2000, et qui ont ouvert des perspectives thérapeutiques inattendues liant l'épigénome aux troubles de la mémoire,,.
Les travaux de recherche actuels de I. Mansuy portent sur les bases épigénétiques de l’hérédité,. Ils examinent comment les expériences de vie peuvent influencer la santé mentale et physique d'une génération à l'autre et quels sont les mécanismes moléculaires impliqués. Ils sont axés sur les expériences traumatiques dans l’enfance et les conséquences sur l’organisme, tout particulièrement sur les cellules reproductrices et leurs lien avec les troubles psychiques et métaboliques chez les descendants. Des systèmes cellulaires et des modèles de souris sont utilisés en laboratoire pour étudier les facteurs épigénétiques, l’ARN et le remodelage de la chromatine dans les gamètes et divers organes tels que le cerveau, et déterminer comment ils sont altèrés par les traumatismes et les conséquences pour les fonctions de l’organisme. Le laboratoire a démontré que les effets des traumatismes dans l’enfance peuvent être transmis sur plusieurs générations chez la souris, et que l'ARN dans le sperme est un vecteur de transmission. Des travaux récents ont aussi permis de découvrir que des facteurs sanguins sont impliqués dans les mécanismes de transmission, et ont été validés chez des sujets humains.

## Prix et distinctions
- 2017 Élue membre de l'Académie européenne des sciences[17]
- 2016 Chevalier dans l'Ordre de la Légion d'honneur[18]
- 2011 Élue membre du Conseil de la recherche du Fonds national suisse de la recherche scientifique[19]
- 2011 Chevalier dans l'Ordre du Mérite[20]
- 2010 Élue membre de l'Académie suisse des sciences médicales[21]
- Prix Robert Bing 2008[22]
- Membre de l'EMBO 2006[23]
- Prix FEBS 2004[24]
- Prix de recherche FENS Boehringer Ingelheim 2004[25]
- Prix du programme des jeunes chercheurs de l'EMBO 2001[26]
- Prix de recherche de la Fondation Fyssen 1997[27]